# Lepus habessinicus
La lepre abissina (Lepus habessinicus Hemprich & Ehrenberg, 1832) è un mammifero lagomorfo della famiglia dei Leporidi.

## Distribuzione
La specie è diffusa nel Corno d'Africa, oltre che con una popolazione isolata in Sudan orientale: forse la si trova anche nell'estremo nord del Kenya. Si pensa che l'areale di questa specie sia in espansione in quelle zone rese brulle dall'eccessiva presenza di bestiame.
La lepre abissina occupa le aree erbose e cespugliose dal livello del mare fino ad oltre 2000 m di quota: nelle aree in cui il suo areale si sovrappone a quello di altre specie congeneri (Lepus capensis, Lepus saxatilis), la competizione è minimizzata dal fatto che la lepre abissina preferisce aree più aperte e con minore copertura di cespugli, al punto che nelle aree semidesertiche essa rimpiazza completamente le altre specie.

## Descrizione

### Dimensioni
Misura fino a 55 cm di lunghezza, per un peso massimo che può sfiorare i 3 kg.

### Aspetto
Il corpo è allungato e slanciato, con grossa testa e lunghe orecchie.
Il pelo è di colore nerastro su dorso, nuca e testa, con brizzolature bianche presenti in particolare sul quarto posteriore e sulle zampe posteriori: il petto, i fianchi e la parte distale delle zampe sono invece di colore bruno-giallastro, mentre il ventre, la gola, le orecchie, la parte interna delle zampe posteriori e la parte inferiore della coda sono bianco-grigiastri. Sulla faccia è presente una banda bianca che dalla radice delle orecchie raggiunge i lati del naso.

## Biologia
Si tratta di animali solitari, dalle abitudini principalmente crepuscolari e notturne: durante il giorno restano nascosti fra i cespugli o negli anfratti delle rocce, camuffati dal pelo altamente mimetico. In caso di pericolo, si danno alla fuga solo se l'aggressore si avvicina troppo: generalmente preferiscono infatti restare perfettamente immobili, aspettando anche per molto tempo che il pericolo cessi prima di riprendere a muoversi.

### Alimentazione
La lepre abissina è principalmente erbivora: si nutre di erbe, germogli, foglie ed altro materiale di origine vegetale, che taglia coi forti incisivi e macina grazie ai grossi molari.

Come gli altri lagomorfi, essa è inoltre solita praticare la coprofagia, allo scopo di ridigerire il cibo ed estrarne la maggior quantità di nutrimento possibile.

### Riproduzione
Non vi sono dati a disposizione sulle modalità riproduttive della specie: si ritiene tuttavia che essa non differisca eccessivamente come modi e tempi da quella di altre specie congeneri.